# Abubakar Salim
Abubakar Salim (7 de enero de 1993) es un actor británico. Fue nominado para un premio de juegos de la Academia Británica y nombrado BAFTA Breakthrough Brit por su trabajo en Assassin's Creed Origins. Es conocido por sus papeles en las series Sky One Jamestown (2018-2019) y Raised by Wolves (2020-2022).

## Primeros años de vida
Nacido en Welwyn Garden City, Hertfordshire, Salim es un británico de primera generación de ascendencia keniata. Su padre era ingeniero de software para Xerox y su madre, cuidadora. Comenzó su carrera como actor a los 16 años cuando se unió al Teatro Nacional de la Juventud después de su primera audición. Posteriormente recibió becas para avanzar en su carrera.

## Carrera de actuación y videojuegos
Su papel más notable es el de Padre en la serie de streaming de HBO Max Raised by Wolves. Salim tuvo un papel de voz como protagonista en el videojuego Assassin's Creed Origins de 2017, que le valió una nominación al BAFTA. También interpretó a Pedro en la serie de televisión británica Jamestown.
Es fundador y director ejecutivo de Silver Rain Games. Salim, que se describe a sí mismo como fanático de los videojuegos, señaló que su trabajo para Origins le dio una mejor perspectiva del proceso de desarrollo de videojuegos, lo que le inspiró a seguir una carrera en el desarrollo de videojuegos y establecer su propio estudio. En 2021 EA Originals incorporó Silver Rain Games como estudio de desarrollo.
En abril de 2023, se anunció que Salim había sido elegido como Alyn of Hull en la segunda temporada de House of the Dragon.

## Filmografía
| Year      | Title                               | Role                   | Notes       |
| --------- | ----------------------------------- | ---------------------- | ----------- |
| 2017      | Assassin's Creed Origins            | Bayek de Siwa          |             |
| 2018–2019 | Jamestown                           | Pedro                  |             |
| 2020–2022 | Raised by Wolves                    | Padre                  | [ 10 ]      |
| 2020      | Assassin's Creed Valhalla           | Bayek of Siwa          |             |
| 2023      | The Legend of Vox Machina           | Zanror                 | [ 11 ]      |
| 2023      | Stray Gods: The Roleplaying Musical | Eros                   | [ 12 ]      |
| 2023      | Napoleón                            | Thomas-Alexandre Dumas |             |
| 2024      | House of the Dragon                 | Alyn of Hull           | Temporada 2 |